# Ледоход
Ледоход е движение на ледени блокове по реки и езера под действието на речно течение или вятър. Различава се два вида ледоход: пролетен и есенен. При пролетния ледоход движещите се ледове се образуват в резултат от разрушаването на ледената кора, покриваща реките и езерата през зимата. При есенния ледоход ледовете се образуват от замръзването и съединяването на ледено сало, ледена каша, снежници и откъртени крайбрежни ледени блокове, т.нар. забереги. В много реки есенният ледоход се предшества от движеща се ледена каша, т.нар. шуга. Често, особено през пролетта, в резултат на ледохода се образуват запушвания и задръствания на реките от т.нар. затори, които причиняват големи наводнения. Гъстотата на ледохода се измерва в балове: на реките – по десетобалната система, а на езерата – по трибалната.

## Галерея
- Ледоход на река Енисей около град Красноярск, Русия. Картичка от 1904 г.
- Ледоход на река Елба при Дрезден, Германия, 2006 г.
- Анормален сложен ледоход на река Том (приток на река Об) в Западен Сибир на 29 април 2010 г.
- Ледоход на река Везер, Германия
- Ледени блокове на река Ламар в Йелоустоунския национален парк в САЩ